# Thomas Davis (cestista)
Thomas Ray Davis (Lufkin, 19 gennaio 1991) è un cestista statunitense.